# Sing Street
Sing Street es una película musical-dramática irlandesa-británica-estadounidense de 2016; escrita, producida y dirigida por John Carney. La película está protagonizada por Lucy Boynton, Maria Doyle Kennedy, Jack Reynor, Kelly Thornton y Ferdia Walsh-Peelo. Gira en torno a un joven irlandés de 15 años en la década de los 80, quien crea una banda de música para impresionar a una chica. La película tuvo su estreno mundial en el Festival de Cine de Sundance el 24 de enero el 2016. Fue lanzada en el Reino Unido el 18 de marzo de 2016, por Lionsgate.

## Argumento
Sing Street nos traslada al Dublín de 1985, donde la recesión económica hace que Conor abandone la comodidad de la escuela privada en la que estudiaba y tenga que sobrevivir en la escuela pública del centro de la ciudad, donde el clima es mucho más tenso. Encontrará un rayo de esperanza en la misteriosa y cool Raphina, y con el objetivo de conquistarla, le invita a ser la estrella en los videoclips de la banda que quiere formar. Ella accede, y ahora Conor debe cumplir su palabra. Se cambia el nombre a «Cosmo» y se sumerge en las vibrantes tendencias de la música rock de los años 80, forma su banda y se entrega a componer canciones y a grabar videoclips. Combinando la calidez en la dirección de Carney, un humor vibrante y una banda sonora inolvidable con éxitos de The Cure, Duran Duran, The Police o Génesis, Sing Street es una electrizante película que embaucará a cualquier fanático de la música.

## Reparto
- Ferdia Walsh-Peelo como Conor.
- Lucy Boynton como Raphina.
- Aidan Gillen como Robert.
- Maria Doyle Kennedy como Penny.
- Jack Reynor como Brendan.
- Kelly Thornton como Ann.
- Ben Carolan como Darren.
- Mark McKenna como Eamon.
- Percy Chamburuka como Ngig.
- Conor Hamilton como Larry.
- Karl Rice como Garry.
- Ian Kenny como Barry.
- Don Wycherley como Brother Baxter.
- Lydia McGuinness como Miss Dunne.

## Música
En febrero de 2014, se anunció que John Carney se había asociado con Bono de U2 para estar involucrado con la música. La película cuenta con música de The Cure, A-ha, Duran Duran, The Clash, Hall & Oates, Motörhead, Spandau Ballet y The Jam.

### Banda sonora original para la película
El álbum musical de la película fue producido por Decca Records el 18 de marzo de 2016.

#### Lista de canciones
1. «Rock N Roll Is a Risk» (diálogo) – Jack Reynor
2. «Stay Clean» – Motörhead
3. «The Riddle of the Model» – Sing Street
4. «Rio» – Duran Duran
5. «Up» – Sing Street
6. «To Find You» – Sing Street
7. «Town Called Malice» – The Jam
8. «In Between Days» – The Cure
9. «A Beautiful Sea» – Sing Street
10. «Maneater» – Hall & Oates
11. «Steppin' Out» – Joe Jackson
12. «Drive It Like You Stole It» – Sing Street
13. «Up» (mezcla de habitación) – Sing Street
14. «Pop Muzik» – M
15. «Girls» – Sing Street
16. «Brown Shoes» – Sing Street
17. «Go Now» – Adam Levine

## Producción
En febrero de 2014, se anunció que John Carney estaría dirigiendo la película, con un guion que escribió acerca de un niño a partir de una banda con el fin de impresionar a una chica, con Carney producir a través de Distressed Films, junto con Anthony Bregman través de  Likely Story, Kevin Frakes para PalmStar Media, y Raj Singh Brinder de Merced Media Partners, con Paul Trijbits y Christian Grass para FilmWave. La película es una representación autobiográfica de su adolescencia de John Carney en Dublín. En una entrevista en julio de 2014, Carney anunció que estaría lanzando actores desconocidos en la película. Los actores desconocidos resultaron ser Ferdia Walsh-Peelo, Ben Carolan, Mark McKenna, Percy Chamburuka, Conor Hamilton, Karl Rice, e Ian Kenny. En septiembre de 2014, se anunció que Aidan Gillen, Maria Doyle Kennedy y Jack Reynor se habían unido al elenco de la película, que retrata el papel de un padre, esposa e hijo respectivamente.

## Rodaje

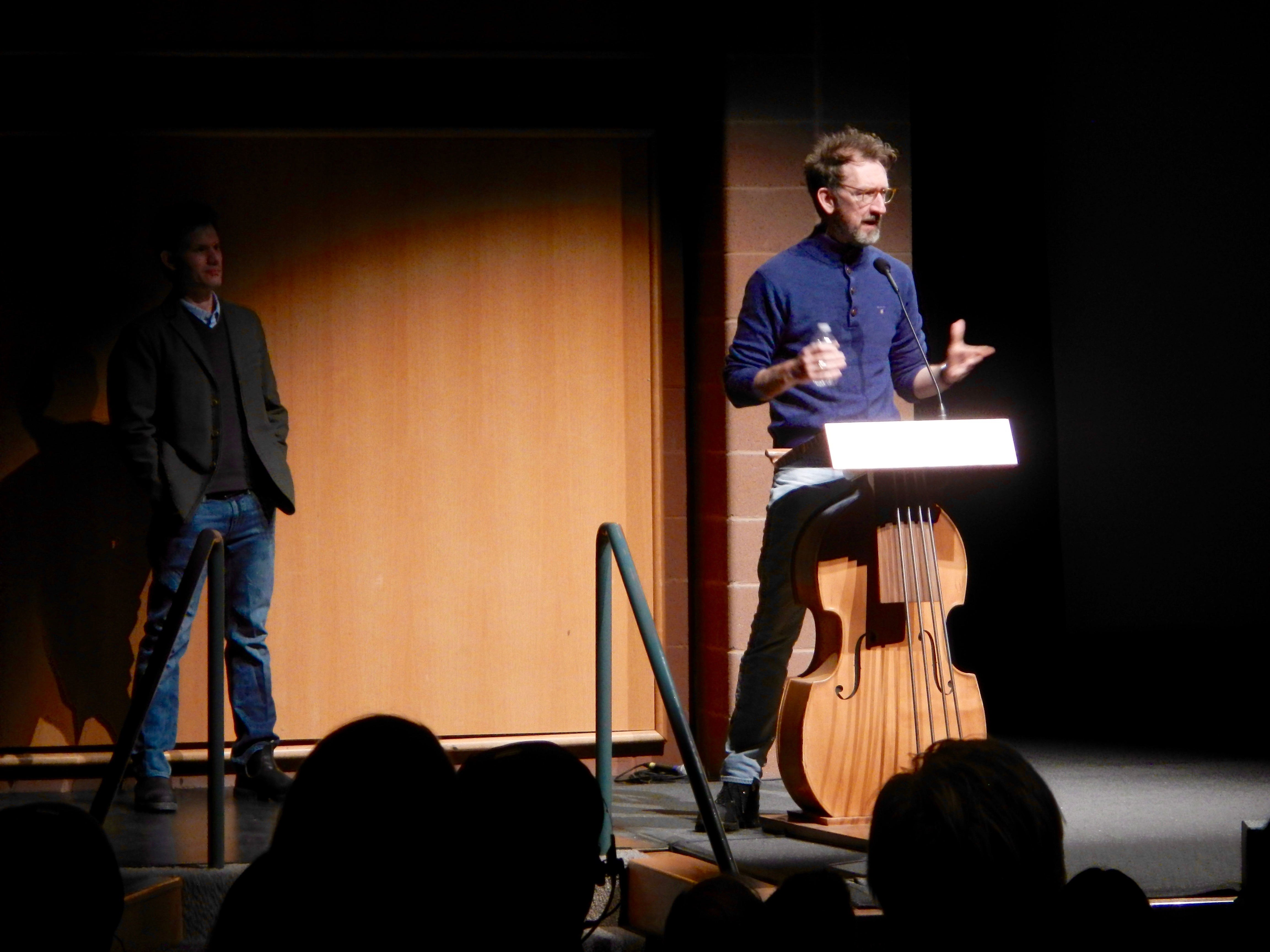
John Carney hablando de la película en el Festival de Sundance.

El rodaje de la película comenzó en septiembre de 2014 en Dublín, Irlanda y concluyó el 25 de octubre de 2014. Entre los lugares donde se filmó la película estaba en su escuela homónima Synge Street CBS.

## Estreno
En febrero de 2014, se anunció que FilmNation Entertainment había sido seleccionado para vender los derechos internacionales de la película. En mayo de 2014, se anunció que The Weinstein Company había adquirido los derechos de distribución de Estados Unidos para la película, por $3 millones de dólares. La película tuvo su estreno mundial en el Festival de Cine de Sundance el 24 de enero el 2016. La película se proyectará a continuación, en el Festival de Cine de Dublín el 18 de febrero de 2016. La película se estrenó en el Reino Unido el 18 de marzo del 2016.

## Premios y nominaciones
| Premio                                | Categoría                          | Nominados                               | Resultado | Ref(s)        |
| ------------------------------------- | ---------------------------------- | --------------------------------------- | --------- | ------------- |
| Premios Globo de Oro de 2016          | Mejor película - Comedia o musical | Sing Street                             | Nominada  | [ 17 ]        |
| National Board of Review              | Top 10 cine independiente          | Sing Street                             | Ganadora  | [ 18 ]        |
| Premios de la Crítica Cinematográfica | Mejor canción                      | Drive it Like You Stole It: John Carney | Nominada  | [ 19 ] [ 20 ] |
| Crítica de San Diego                  | Mejor uso de la música             | Sing Street                             | Pendiente | [ 21 ]        |
| Crítica de St. Louis                  | Mejor soundtrack                   | Mejor soundtrack                        | Ganadora  | [ 22 ] [ 23 ] |
| Crítica de St. Louis                  | Mejor canción de España            | Drive it Like You Stole It: John Carney | Nominado  | [ 22 ] [ 23 ] |